# Шахсенем
Шахсенем (также: Шах-Сенем, Субурны; туркм. Şasenem) — древний и средневековый город Туркменистана,  городище которого расположено в Дашогузском велаяте страны, в 90 километров к юго-западу от Кёнеургенча. В прошлом был частью Хорезма.

## Название
Поэтическое название, связанное с туркменским эпосом, город получил, так сказать, посмертно, уже как городище. Название города в годы же своего последнего рассвета — в XI — начале XIII веках — был Субурны (туркм. Suw burny), что в переводе с туркменского языка означает «край воды».

## История
Согласно исследованиям археологов, наиболее древние слои городища Шахсенем датируются временем между IV в. до н. э. и первыми веками до и после н. э. В этот период, в Шахсенем проживали апасиаки, одно из подразделений древних массагетов. Первооткрыватель древнехорезмийской цивилизации С.П.Толстов отождествляет апасиаков с огузским племенем печенег:
Локализация древних поселений печенегов в IX-X вв. в Приаралье…, по существу полностью совпадающая с локализацией апасиаков античными авторами, подкрепляемой археологически данными, делает установленную связь бесспорной: в имени печенег сохранились следы исторической преемственности этой раннесредвековой приаральской народности, впоследствии игравшей столь существенную роль в истории степей Восточной. Европы.
В XI веке был восстановлен и заново укреплён как самый южный хорезмский форпост на караванном пути в Хорасан.
Города Средней Азии IX—XII веков, в отличие от более поздних городов, не имели крупных, по единому замыслу созданных архитектурных ансамблей. Субурны — Шахсенем — редкое исключение из этого правила, объясняющееся тем, что плоть средневекового города была нарощена на древний, по другим принципам созданный скелет античной крепости.

## Градостроительство
Город многоугольной формы, приподнятый на искусственной (древней) платформе, расположен в пустынной местности со следами каналов, полей, руинами усадеб и гончарных мастерских. Его площадь составляет 56700 квадратных метров, общая длина двух сырцовых стен — около 1 километра, а их высота и ныне достигает почти 15 метров. Выступающие углы стен были укреплены круглыми башнями.
Почти в центре города на двухметровом возвышении стояла монументальная постройка, от которой сохранились четыре квадратных сырцовых столбца высотой 6 метров.
В 200 метрах от основной крепости располагается прямоугольное городище размером 375x345 м., которое называется садами Шахсенема. По всей видимости, здесь были огороды и сады, окруженные глухой стеной.
Единственное раскопанное в городе монументальное здание — большая и вероятно, пятничная мечеть.